# 1966 w sztukach plastycznych
Wydarzenia w sztukach plastycznych i wizualnych w 1966 roku.

## Wydarzenia
- Zbylut Grzywacz, Maciej Bieniasz, Leszek Sobocki, Jacek Waltoś i Barbara Skąpska założyli Grupę Wprost[1].
- W Warszawie otwarto Galerię Foksal[2].
- Po raz pierwszy odbyło się Międzynarodowe Biennale Plakatu w Warszawie[3].
- Odbyły się IV Międzynarodowe Spotkania Artystów, Naukowców i Teoretyków Sztuki w Osiekach.

## Malarstwo
- Marc Chagall

Exodus (1952-66) – olej na płótnie
Wojna (1964-66) – olej na płótnie
Portret Vavy Chagall – olej na płótnie
- Edward Dwurnik

Moje wieczory – Grochów, z cyklu "Podróże autostopem" – olej na płótnie, 130x165 cm
- Jerzy Nowosielski

Lotnisko wielkie – olej na płótnie
- Mark Tobey

Podróż w nieznane (Unknown Journey) – olej na płótnie, 207x128 cm

## Plakat
- Franciszek Starowieyski

plakat do filmu Dzielnica kruków – format A1
plakat do opery Cyganeria – format B1

## Rzeźba
- Władysław Hasior

Żelazne organy także: Poległym w walce o utrwalenie władzy ludowej na Podhalu – rzeźba plenerowa w Snozka
- Alina Szapocznikow

Sein-Illuminée – poliester barwny
Małe formy rzeźbiarskie, 1965–1966
Autoportret I, II
Bukiet II
Człowiek w pancerzu
Głowa z łyżką
Bouches en marche (Kroczące usta)
Maszyna uosobiona II (Machine en chaire II)
Piersi (Seines)
Photomaton
Rzeźba plenerowa I, II
Stolik kawiarniany (Table de cafe)
Tors (ok. 1966)
Lampe-bouche I (Usta Iluminowane I)

## Nagrody
- World Press Photo – Kyōichi Sawada[15]
- Międzynarodowe Biennale Plakatu[16]

Złoty medal w kategorii plakatów ideowych – Hiroshi Tanaka
Złoty medal w kategorii plakatów promujących kulturę – Jan Lenica
Złoty medal w kategorii plakatów reklamowych – Kazumasa Nagai

## Urodzeni
- Anna Baumgart, polska artystka intermedialna
- Robert Rumas, polski artysta intermedialny, kurator sztuki
- 26 maja – Artur Żmijewski, polski artysta multimedialny

## Zmarli
- Hans Arp, francuski malarz, grafik, rzeźbiarz i poeta